# Per fortuna c'è un bianco al mio posto
Per fortuna c'è un bianco al mio posto (Summertime Switch) è un film statunitense del 1994, diretto da Alan Matter. È una trasposizione in chiave moderna de Il principe e il povero, di Mark Twain.

## Trama
Frederick Egan, detto Fast Freddie, è un giovane ladruncolo di strada nero che, dopo la sua ultima bravata, condannato ai lavori forzati, dovrà scontare le vacanze estive in un campo di recupero per giovani disadattati.
Frederick Egan III è un rampollo bianco di buona famiglia che trascorrerà le vacanze in un campo estivo per soli ricchi. Il ragazzo è arcistufo della vita "da ricco" e farebbe qualunque cosa pur di cambiare uno stile di vita, secondo lui, molto noioso.
Il suo desiderio si avvera. Al momento della partenza, i due ragazzini sono allo stesso capolinea dei pullman, il nero per andare in carcere e il bianco per andare al campo estivo. Per un tragico scherzo del destino, i due ragazzi sbagliano autobus: quello ricco si trova a fare i conti col crudele sergente Waldren, responsabile del campo di recupero, mentre l'altro comincia a prendere gusto della bella vita.

## Riconoscimenti
- 1995 - Young Artist Awards
  - Miglior giovane comico in un film per la TV